# 中国大百科全書
中国大百科全書（ちゅうごくだいひゃっかぜんしょ、中国大百科全书、拼音: Zhōngguó Dàbǎikē Quánshū）は中国大百科全書出版社より刊行されている中国初の近代的な大型総合百科事典。

## 概要
初版は1978年から1993年まで刊行され15年かけて完成。8万項目を、60あまりの分野ごとに分冊し73巻（他に総索引1巻）に収録し、総字数は約1億2640万字に及ぶ。計74巻で分野ごとに分冊されていることにより、各巻をそれぞれの分野の専門百科事典と見なすことも可能である。各巻では各項目を漢語拼音順に配列している。また簡約版、CD-ROM版、オンライン版もある。
2009年第二版が出版された。全32巻（本文30巻、索引2巻）、収録項目6万、約6,000万語、図版3万点、地図1,000点を収録した。
第三版は、2017年9月8日第三版総編集委員会が成立した。2019年7月、中国百科事典オンラインプラットフォームが開設された。2021年7月24日に初期版がリリースされた。2023年2月末に大型リリースが行われ、オンライン版の項目が50万以上、10巻が出版された。
創始者は、中国大百科全書出版社初代編集長の姜椿芳である。

## 分冊構成
- 天文学
- 外国文学（2巻）
- 体育
- 戯曲・曲芸
- 環境科学
- 紡織
- 法学
- 鉱業冶金
- 力学
- 教育
- 固体地球物理学・測絵学〈地図測量〉・空間科学
- 航空宇宙工学
- 民族
- 交通
- 考古
- 電子学と計算機（2巻）
- 中国文学（2巻）
- 土木工学
- 大気科学・海洋科学・水文科学
- 哲学（2巻）
- 物理学（2巻）
- 機械工学（2巻）
- 化学工業
- 宗教
- 言語・文字
- 建築・園林〈庭園〉・都市計画
- 経済学（3巻）
- 数学
- 音楽・舞踏
- 化学（2巻）
- 軍事（2巻）
- 演劇
- 世界地理
- 農業（2巻）
- 外国史（2巻）
- 自動制御とシステム工学
- 地理学
- 報道・出版
- 映画
- 美術（2巻）
- 中国史（3巻）
- 生物学（3巻）
- 中国地理
- 心理学
- 図書館情報学・アーカイブ学
- 社会学
- 政治学
- 水利
- 近代医学（2巻）
- 軽工業
- 地質学
- 文物・博物
- 電工
- 伝統医学
- 索引（1巻）